# عشوه‌گری چاقالو
عشوه‌گری چاقالو (انگلیسی: Fatty's Flirtation) یک فیلم کوتاه کمدی به کارگردانی جرج نیکولز است که در سال ۱۹۱۳ منتشر شد.

## گزیدهٔ بازیگران
- راسکو آرباکل
- میبل نورماند
- مینتا دارفی
- ویلیام هابر
- هنک من
- فورد استرلینگ